# Liparidae
I Liparidi (Liparidae Gill, 1861) sono una famiglia di pesci ossei marini appartenenti all'ordine Scorpaeniformes.

## Distribuzione e habitat
Questa famiglia, sebbene sia molto più rappresentata nei mari freddi e polari, è presente in tutti gli oceani del pianeta. Nel mar Mediterraneo è presente solo una specie, l'endemico Eutelichthys leptochirus.
Popolano una varietà di habitat sorprendente, molte specie di mari freddi come Liparis liparis, comune nel nord Atlantico europeo, si ritrovano anche nelle pozze di marea mentre altre sono state catturate a più di 7000 metri di profondità. Ad agosto 2022 ne sono stati trovati alcuni esemplari a oltre 8000 metri di profondità, nella fossa delle Izu-Ogasawara.

## Descrizione
Questi pesci meritano il nome inglese di snailfish, pesci lumaca, a causa della loro pelle dall'aspetto gelatinoso. Le scaglie sono sempre assenti ma alcune specie possiedono piccoli tubercoli cutanei. Di solito la testa è abbastanza grande, alcune specie hanno un aspetto quasi da girino. La pinna dorsale e la pinna anale sono lunghe e spesso unite alla pinna caudale.
La misura massima è attorno al mezzo metro ma molte specie sono lunghe solo pochi centimetri.

## Biologia
La maggioranza delle specie  sono pesci abissali la cui biologia è quasi ignota. La grande maggioranza dei liparidi fa vita bentonica ma alcuni hanno adottato uno stile di vita pelagico.

## Tassonomia

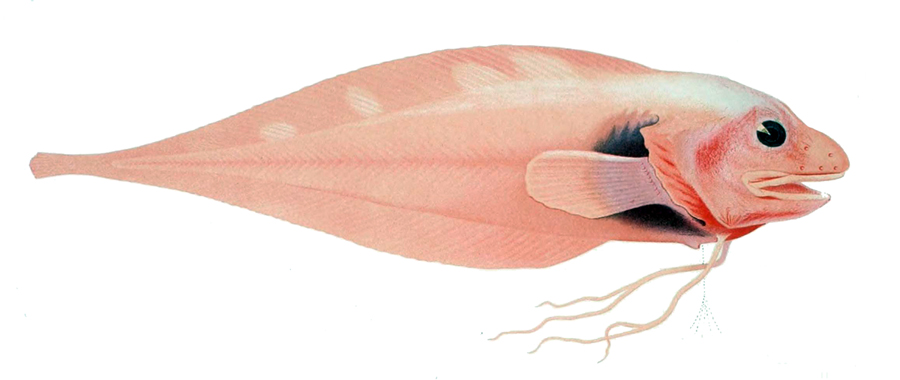
Rhodichthys regina

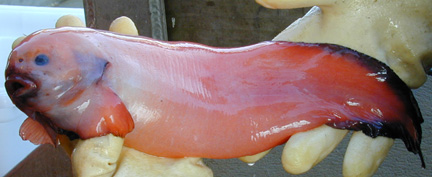
Elassodiscus tremebundus

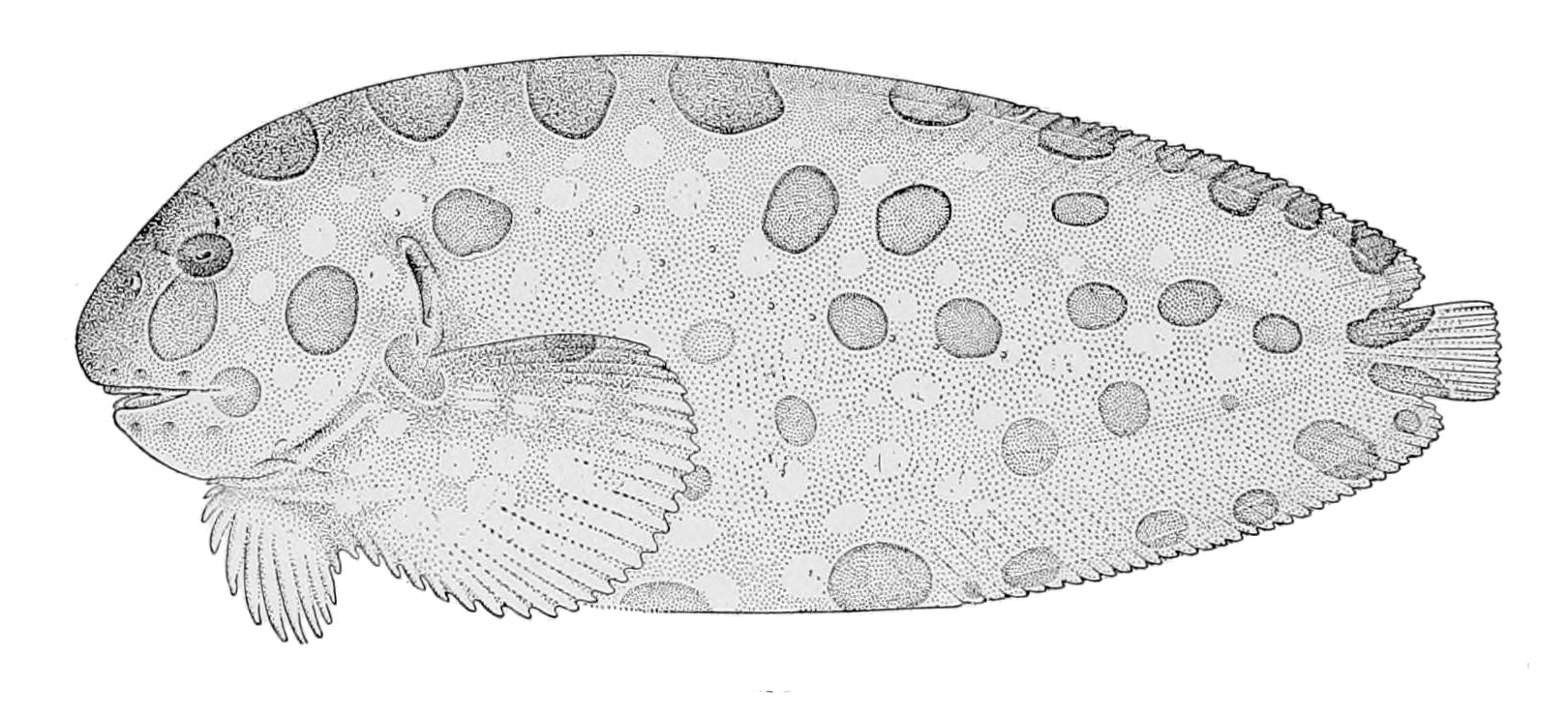
Crystallichthys cyclospilus

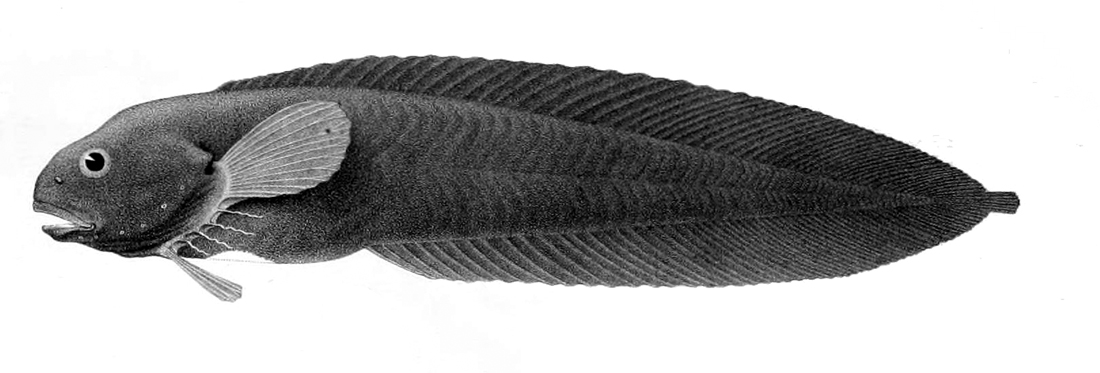
Paraliparis bathybius

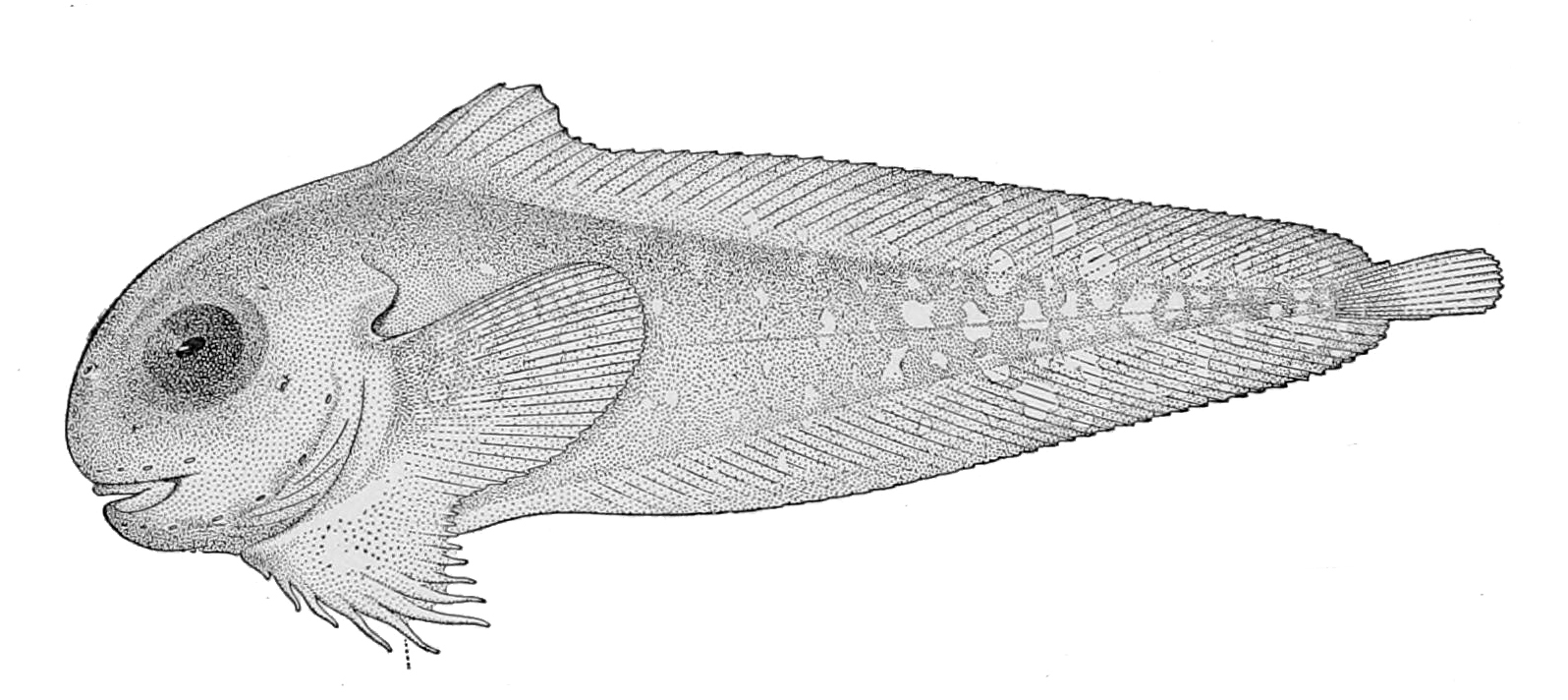
Temnocora candida

Per lungo tempo sono stati considerati come una sottofamiglia dei Cyclopteridae.
La famiglia comprende i seguenti generi:
- Acantholiparis
- Allocareproctus
- Careproctus
- Crystallias
- Crystallichthys
- Edentoliparis
- Eknomoliparis
- Elassodiscus
- Eutelichthys
- Genioliparis
- Gyrinichthys
- Liparis
- Lipariscus
- Lopholiparis
- Menziesichthys
- Nectoliparis
- Notoliparis
- Osteodiscus
- Palmoliparis
- Paraliparis
- Polypera
- Praematoliparis
- Prognatholiparis
- Psednos
- Pseudoliparis
- Pseudonotoliparis
- Rhinoliparis
- Rhodichthys
- Squaloliparis
- Temnocora
- Volodichthys

## Pesca
Occasionale. Sono animali di esclusivo interesse scientifico.